# Novopiscovo
Novopiscovo è una cittadina della Russia europea centrale, situata nella oblast' di Ivanovo; appartiene amministrativamente al rajon Vičugskij.
Si trova nella parte settentrionale della oblast', lungo le sponde del piccolo fiume Sunža (affluente del Volga).